# Чита Гърлс
„Чита Гърлс“ (на английски: The Cheetah Girls) е американска поп група, създадена през 2003 година. Групата е изцяло дамска. Имат издаден един студиен албум, три саундтрака и три пълноментажни филма.

## Дискография

### Студийни албуми
- Cheetah-licious Christmas (2005)
- TCG (2007)

### Live албуми
- In Concert: The Party's Just Begun Tour (2007)

### Саундтракове
- The Cheetah Girls (2003)
- The Cheetah Girls 2 (2006)
- The Cheetah Girls: One World (2008)

### EP албуми
- TCG EP (2007)
- The Cheetah Girls Soundcheck (2008)

### Сингли
- Cheetah-licious Christmas (2005)
- Five More Days 'til Christmas (2005)
- Route 66 (2006)
- So Bring It On (2007)
- Fuego (2007)

### Саундтрак сингли
- Cinderella (2003)
- Girl Power (2003)
- Cheetah Sisters (2003)
- The Party's Just Begun (2006)
- Strut (2006)
- Step Up (2006)
- Amigas Cheetahs (2006)
- One World (2008)
- Dance Me If You Can (2008)
- Cheetah Love (2008)

## Турнета
- Cheetah-licious Christmas Tour (2005)
- Party's Just Begun Tour (2006 – 2007)
- One World Tour (2008)

## Филмография
- Чита Гърлс (2003)
- Чита Гърлс 2 (2006)
- Чита Гърлс: Един свят (2008)